# Saint-Sauveur-de-Puynormand
Saint-Sauveur-de-Puynormand – miejscowość i gmina we Francji, w regionie Nowa Akwitania, w departamencie Żyronda.
Według danych na rok 1990 gminę zamieszkiwało 340 osób, a gęstość zaludnienia wynosiła 61 osób/km² (wśród 2290 gmin Akwitanii Saint-Sauveur-de-Puynormand plasuje się na 845. miejscu pod względem liczby ludności, natomiast pod względem powierzchni na miejscu 1390.).